# CKXL-FM
CKXL-FM est une station de radio francophone communautaire située à Winnipeg, dans la province du Manitoba. Elle diffuse sur la bande FM sur la fréquence 91,1 MHz. Le studio de la radio est situé dans le district de Saint Boniface et diffuse un format de radio publique et comprend plusieurs animateurs bénévoles.
CKXL diffuse depuis le Centre Culturel Franco-Manitobain (CCFM) de Saint-Boniface.
La station est membre de l'Alliance des radios communautaires du Canada ainsi que l’Association des radios communautaires de l’Ouest et des Territoires (ARCOT).

## Histoire
CKXL apparaît sur les ondes le 24 juin 1989 sur 101,5 MHz, avec une licence temporaire. Elle possède une unité de diffusion mobile qui se déplace à travers les communautés francophones du Manitoba durant l'été 1989. L'unité mobile disposait d'un émetteur de basse puissance avec un rayon de 12,9 km. Durant cet essai, les habitants de Winnipeg purent l'écouter le 30 juin, et le 1er juillet 1989, ainsi que durant le Folklorama '89.
Elle reçoit une licence permanente du CRTC et migre vers la fréquence 91,1 MHz le 21 octobre 1991. CKXL diffuse alors avec une puissance de 61 000 watts depuis la Starbuck Communications Tower.
En 2016, CKXL célèbre ses 25 ans.

## Action Médias
Une demande croissante provenant d’écoles et d’organismes communautaires au Manitoba pousse la création d'Action Médias en 2005 pour répondre au besoin de formations d’ordre journalistique et de communications. Un partenariat avec le journal La Liberté a ses origines, Action média deviens un projet unique à CKXL en 2011. Le projet publie régulièrement un journal nommé L'Érudit ainsi qu'un blogue.